# Hammerstein
Hammerstein là một đô thị bên sông Rhine ở huyện Neuwied bang Rheinland-Pfalz nước Đức. Diện tích là 7,2 km2, dân số thời điểm 31 tháng 12 năm 2006 là 368 người.

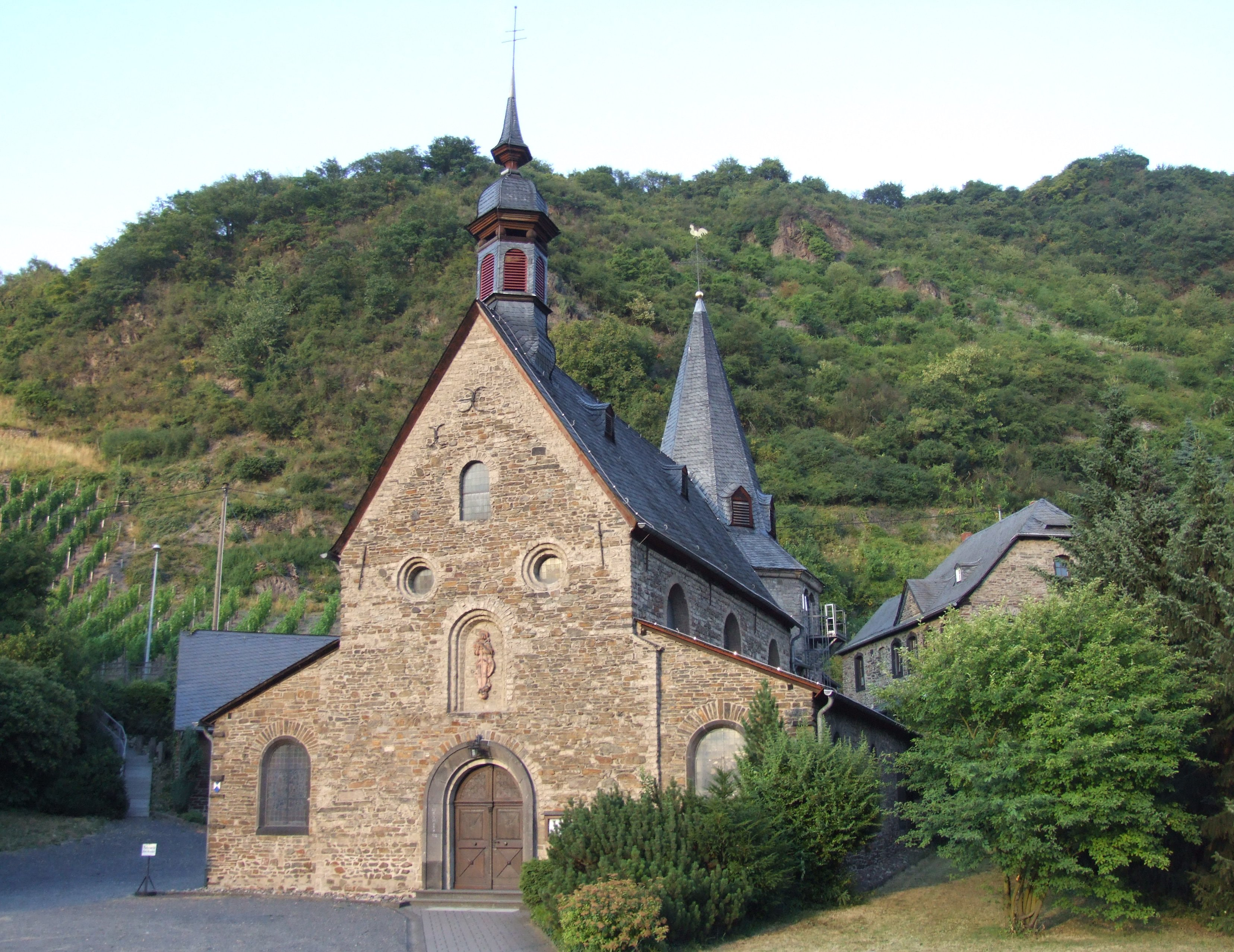
Nhà thờ Saint George

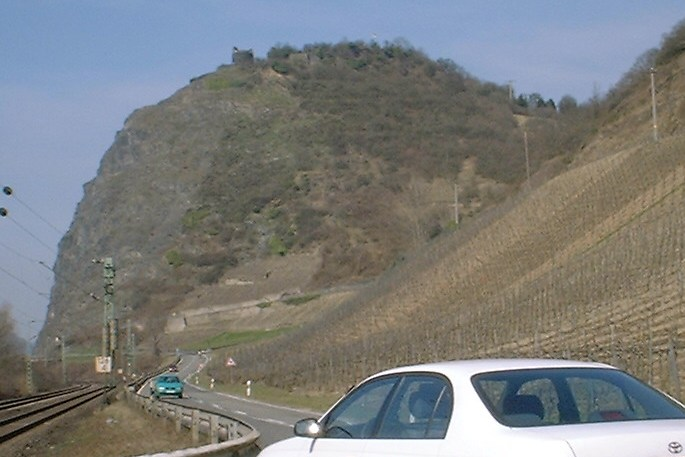